# سیلوینیت
سیلوینیت (انگلیسی: Silvinit) شرکت صنایع شیمیایی روس است.